# Battos III
Battos III Cho̱lós (« le Boîteux »),,, en grec ancien  Βάττος ο Χωλός / Báttos ho Cho̱lós, est le cinquième roi de Cyrène (actuelle Libye).

## Biographie

### Origines
Battos est le fils de Arcésilas II, et le petit-fils de Battos II. Pour déterminer la date de naissance de chacun des monarques de la dynastie, François Chamoux part de l'hypothèse que les rois Arcésilas II et Battos III eurent un héritier avant l'âge de 25 ans, et que les autres membres de la dynastie eurent des héritiers entre l'âge de 25 et 30 ans. À partir de ces suppositions, et de l'exposé de l'historien Hérodote qui suggère une succession en ligne directe mâle des souverains de la dynastie, François Chamoux propose une chronologie approximative des rois battiades, « à titre d'exemple et sous toutes réserves », dans laquelle Battos III est né vers 575 av. J.-C. ou 570 av. J.-C., probablement à Cyrène.

### Régence de Léarkhos
Battos n'avait pas encore atteint sa majorité lorsque Léarkhos, son oncle, assassina son père, Arcésilas II, et s'empara du pouvoir. Selon Plutarque, Léarkhos réalisa ce coup d'État avec l'aide de soldats égyptiens. Pour autant, Léarkhos ne chercha pas à renverser la dynastie des Battiades : il affirmait s'être emparé du trône pour le transmettre au fils d'Arcésilas II. Puis, il chercha à épouser Eryxô, la veuve du précédent roi, en lui promettant d'adopter son fils et de l'associer au pouvoir. Eryxô fit mine d'accepter la proposition de mariage, et, avec l'aide de deux de ses frères, assassina Léarkhos dans sa chambre à coucher,.

### Règne de Battos
À la suite du meurtre de Léarkhos, Battos III accéda au pouvoir. Les Cyrénéens, pour éviter que la cité ne soit à nouveau victime d'un tel désordre politique, consultèrent l'oracle de Delphes. La Pythie leur ordonna de faire venir un arbitre de Mantinée, en Arcadie. Les Mantinéens acceptèrent d'envoyer à Cyrène un de leurs citoyens les plus estimés, Démonax. Après enquête sur place, celui-ci établit une nouvelle constitution pour la cité. Les Cyrénéens furent partagés en trois tribus, selon leur origine : la première tribu regroupait les anciens Théréens avec les périèques, la seconde, les Péloponnésiens et les Crétois, et la dernière, les insulaires. Si le roi conservait ses prérogatives dans le domaine religieux, tous ses autres pouvoirs étaient remis à des magistrats pris parmi les citoyens,.
Le roi ne parut pas s'opposer à ces réformes,.

### Sources antiques
- Diodore de Sicile, Bibliothèque historique [détail des éditions] [lire en ligne] VIII, 30.
- Hérodote, Histoires [détail des éditions] [lire en ligne] IV, 160-162.
- Plutarque, Œuvres morales [détail des éditions] [lire en ligne], 261B - 261C.